# Molnia
Molnia (o Molnija) (en ruso: Молния) es una marca rusa de relojes mecánicos con sede en Cheliábinsk. En ruso, Molnia significa "relámpago".

## Historia

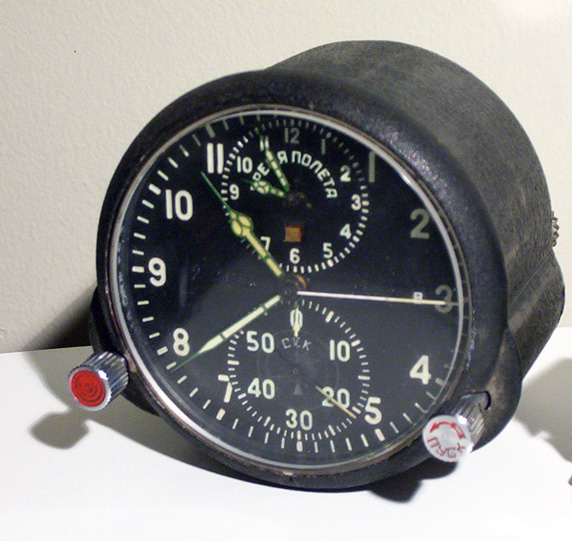
Cronógrafo de cabina de avión AChS-1 Molnia

La fábrica de relojes Molnia (o Molnija) se estableció en 17 de noviembre de 1947 en Cheliábinsk (Rusia) mediante un decreto del Consejo de Ministros de la Unión Soviética. El Ejército Rojo era entonces el principal cliente de la marca, al que suministraba relojes de pulsera y de bolsillo, así como relojes específicos para tanques, aviones de combate, submarinos y cápsulas espaciales. Estos prestigiosos clientes hicieron famosos los relojes Molnia, que entonces eran considerados entre los más robustos y fiables del mundo. El mecanismo Molnia se basa en el concepto del Cortébert (mod. 616) - Rolex (Suiza). Había un reloj de bolsillo "Molnija", fabricado específicamente para mineros, trabajadores ferroviarios y ciegos. Para EE. UU. y Canadá, el reloj de bolsillo Molnia se fabricó bajo la marca Marathon.

## Molnia en elsigloXXI
La empresa Molnia todavía produce relojes mecánicos y, en particular, sigue siendo suministradora de las Fuerzas Armadas de Rusia. La mayoría de sus relojes todavía se fabrican parcialmente a mano. En octubre de 2007, la planta de Molniya dejó de producir productos de consumo.
En 2015, se reanudó la producción de relojes de bolsillo con movimiento chino 2650S, y también se producen relojes de pulsera AChS-1 con movimiento de cuarzo japonés Miyota 6S11.
El precio medio de un reloj Molnia en 2023 rondaba los 200 euros.

## Galería de imágenes
|  |  |  |  |